# Mississippi-Blase
Die Mississippi-Blase (engl. Mississippi Bubble) war eine Spekulationsblase um die französische Mississippi-Kompanie im 18. Jahrhundert.

## Vorgeschichte um John Law
In London hatte John Law erleben müssen, wie das Greshamsche Gesetz wirkte, wonach minderwertiges Geld das werthaltigere aus dem Umlauf vertreibt. Für die Staatswohlfahrt war „gesundes“ Geld entscheidend. Münzgeld war in Europa seit Generationen verschlechtert worden, gutes Geld wurde gehortet; die Folge waren Geldmangel und Stagnation. Nach seinen Erfahrungen in Amsterdam konnte Geld auch aus Banknoten bestehen, wenn nur die Deckung gesichert war. Neben hinreichendem Geldvolumen war nach Laws Überzeugung Vertrauen der Marktteilnehmer in die Währung der entscheidende Faktor für eine blühende Wirtschaft. In Schottland verfasste er 1705 die Schrift, mit der er weithin bekannt wurde: Money and Trade Considered, with a Proposal for Supplying the Nation with Money.  
Er forderte – erfolglos – die Gründung einer Bank, die Finanzierungsinstrumente (Kredite) bereitstellen und gleichzeitig Papiergeld (Banknoten) ausgeben sollte, das durch Edelmetalle und auch durch Immobilien besichert sein sollte. Nach seinem Weggang aus Schottland machte er in Wien, später in Turin, ähnliche Vorschläge, die jedoch ebenfalls abgelehnt wurden.
1715 erhielt Law aufgrund seiner Beziehungen zum Regenten in Frankreich die Lizenz zur Gründung einer privaten Notenbank, um die durch den kostspieligen Spanischen Erbfolgekrieg zerrütteten Staatsfinanzen zu retten. Die französische Währung war seit 1690 vierzigmal dergestalt aufgewertet worden, dass die umlaufenden Münzen durch Nachprägung bzw. durch das Einschmelzen alter Münzen und Ausgabe neuer Münzen mit einem neuen (höheren) Nennwert/geringeren Metallgehalt versehen wurden, was es der Krone ermöglichte, mit der gleichen Menge Metall(münzen) einen höheren Nennwert der ausgegebenen Schuldverschreibungen (billet d’états) zu bedienen. Die vom Vorsitzenden des Finanzrates, Duc de Noailles, ergriffenen Maßnahmen zur Sanierung der Staatsfinanzen hatten das Vertrauen der Wirtschaft nur weiter unterhöhlt. 1716 gründete Law die Banque Générale und vergab Kredite auf Papiergeldbasis. Die Bank war privat, ihr Kapital jedoch wurde zu drei Vierteln aus – weitgehend wertlosen – Staatsanleihen aufgebracht. Trotz der anfänglichen Unterkapitalisierung gewann sie langsam das Vertrauen der Öffentlichkeit und ihre Noten wurden als Zahlungsmittel akzeptiert, dies besonders infolge der persönlichen Unterstützung seitens des Regenten. Von 1718 an wurde die Bank unter der Firma Banque Royale geführt. Law blieb ihr Direktor; den Notenumlauf konnte er nicht mehr kontrollieren.
Die unter Leitung von Law durchgeführte Ausgabe von Banknoten in Verbindung mit einer ungehemmten Spekulation mit den Aktien der von Law gegründeten Compagnie des Indes wird als Lawsches System bezeichnet.

## Verlauf
Im Jahr 1717 gründete Law – gegen den Widerstand des Parlements, des obersten Gerichtshofs Frankreichs, jedoch mit Zustimmung des Regenten – die Handelsgesellschaft Compagnie de la Louisiane ou d’Occident (auch kurz: Compagnie d’Occident oder Mississippi-Kompanie), die besonders für die französischen Kolonien in Amerika gegründet und privilegiert wurde. Auch diese Gesellschaft war anfangs unterkapitalisiert, da das Kapital nur aus den abgewerteten Staatsanleihen stammte. Als Law jedoch für die Mississippi-Kompanie weitere gewinnträchtige Privilegien und Monopole erwerben konnte, änderte sich die Lage. Als erfahrener Hasardeur hatte er alles auf eine Karte gesetzt. Die Aktien der Gesellschaft waren – auch durch die zeitweise künstliche Angebotsverknappung – einer sehr starken Nachfrage ausgesetzt, die mehrere Kapitalerhöhungen einleitete. Gleichzeitig emittierte die Banque Royale immer mehr Banknoten und vergab Anleihen, damit die neuen Aktien erworben werden konnten. 1719 erwarb die Kompanie die Rechte an der königlichen Münze. Die Aktienblase löste eine weitere Spekulation in Immobilien aus. Ausländer, die sich ebenfalls auf die Aktien stürzten, brachten dem Land Devisen und waren Law in seiner Rolle als Generalkontrolleur der Finanzen nur allzu willkommen. Seine Gesellschaft übernahm innerhalb eines Jahres alle Kolonialgesellschaften Frankreichs; durch dieses frische Kapital konnte er die hohe Staatsverschuldung kaschieren, indem er sie in riesige, niedrigverzinsliche Darlehen umschuldete. Er strich zahllose Bagatellsteuern zu Gunsten der Wirtschaft und ersetzte sie durch eine Einkommensteuer. Doch er hatte den Steuerpächtern, die als Steuereintreiber Zinsen eingenommen und seit Generationen so große Gewinne gemacht hatten, die Steuereinnahmen fast ganz gekürzt, die den hochverschuldeten Staatshaushalt finanzierten.
Zwar belebte die Einführung des Papiergeldes anfangs die Wirtschaft deutlich, bald aber führte die erheblich zu hohe Geldmenge  zu Inflation und allmählich verlor die neue künstliche Währung an Vertrauen. Innerhalb weniger Monate waren (nichtadelige) Spekulanten „Millionäre“ geworden (dieser Ausdruck taucht erstmals 1720 auf), was die Gesellschaftsordnung auf den Kopf stellte. Der Rausch ging so weit, dass 160 Kioske im Park von Vendôme und Hôtel de Soissons aufgestellt wurden, um die Nachfrage nach Aktien zu befriedigen. Wachen mussten verhindern, dass auch in der Nacht gehandelt wurde. 
Seine Gegner formierten sich. Es wurde offenkundig, dass die Kolonien in Louisiana keineswegs das „Eldorado“ waren, aus dem die versprochenen Renditen zu holen gewesen wären. Nachdem der Kurs für eine Aktie im Dezember 1719 auf 10.000 Livre (bei Termingeschäften sogar auf 14.000 Livre) gestiegen war, begannen erste Aktionäre Anfang 1720 von der Masse unbemerkt, ihre Aktien in Münzen zu tauschen. Die ergriffenen Gegenmaßnahmen, unter anderem ein Verbot von Edelmetallen und die Kursfixierung und Werthalbierung der Aktie im März 1720, zeigten keine Wirkung mehr: das Vertrauen schwand; nach einem Bankansturm stellte die Banque Royale die Auszahlungen ein. Bis Dezember 1720 sank der Wert der Aktie auf 1.000 Livre.
Die extreme Überbewertung der Mississippi-Gesellschaft Frankreichs fiel mit der Südseeblase in England zusammen: Das Kapital der Spekulanten zog von Paris nach London. Die verzweifelten Versuche, mit Verboten und drakonischen Strafandrohungen die Kapitalflucht zu stoppen, zeigten keine Wirkung. Laws weitere Pläne, die Krise einzudämmen, wurden zwar vom Regenten wohlwollend aufgenommen, das Parlement und die adelige Oberschicht verweigerten sich aber jeder Lösung. Am 29. Mai wurde Law kurzzeitig abgesetzt und musste um sein Leben fürchten. Seit Ende August waren auch die Aktien der Südsee-Kompanie in London im freien Fall. Im Dezember wurde ihm erlaubt, Paris zu verlassen. Eine spätere Untersuchung ergab unter anderem, dass große Mengen an Banknoten ohne amtliche Genehmigung – und damit ohne Laws Mitwirkung – in Umlauf gebracht worden waren. Die mangelnde Kontrolle über die Papiergeldausgabe führte dazu, dass das Notengeld samt den Banken im November abgeschafft wurde und Frankreich zum Münzstandard zurückkehrte.